# 戴同
戴同，福建福州府闽县人，明朝政治人物。

## 生平
成化十六年，福建庚子乡试中舉。成化二十年（1484年）甲辰科進士，弘治五年（1492年）曾任長沙縣知縣，官至廣昌縣知縣。